# José Carlos Amaral Vieira
Amaral Vieira (São Paulo, 2 de março de 1952) é um compositor, pianista, musicólogo e pedagogo brasileiro.

## Biografia
Aos oito anos de idade deu o primeiro recital de piano, início de aclamada carreira como intérprete, que teve como ponto máximo o de propor, pela primeira vez, a gravação de toda a obra de Franz Liszt para piano. No Brasil teve como professores Souza Lima (piano) e Artur Hartmann (composição). Aperfeiçoou-se posteriormente no exterior: no Conservatório de Paris, na França, teve como professor de composição Olivier Messiaen, e Lucette Descaves como professora de piano; na Alemanha estudou com Carl Seemann e Konrad Lechner, na Escola Superior de Música de Freiburgo , e no Reino Unido com Louis Kentner. Em 1977 retornou ao Brasil, onde continuou a tarefa de divulgação da música erudita. Em 1984 foi realizado em São Paulo o Festival Amaral Vieira - O Compositor e sua Obra, responsável, em 14 concertos, pela interpretação de 157 peças de sua autoria, e que mobilizou 196 musicistas para a execução no evento. Foi presidente da Sociedade Brasileira de Musicologia entre os anos de 1993 e 1995, e de 1998 a 2002 foi presidente da Sociedade Brasileira de Música Contemporânea. Em 2000 tomou posse da cadeira número 39 da Academia Brasileira de Música, e em abril de 2001 assumiu a presidência da Fundação Conservatório Dramático e Musical de São Paulo
Por mais de uma década apresenta na rádio Cultura FM de São Paulo o programa de música sacra Laudate Dominum, todos os domingos, que também é retransmitido pela Radio Sodré, de Montevidéu, Uruguai.
Em maio de 1999 esteve pela quinta vez no Japão onde fez uma turnê de 17 concertos; em março/abril de 2008 fez sua oitava turnê no país, com 24 concertos, atingindo assim a marca de 250 recitais no país, em mais de 200 cidades.

## Prêmios e homenagens
Foi agraciado com 10 prêmios como intérprete e 16 prêmios como compositor, além de 10 distinções em reconhecimento ao seu trabalho artístico no Brasil, França, Alemanha, Inglaterra, Hungria e Japão. Entre estes prêmios e distinções destacam-se o Prêmio Internacional de Composição "Arthur Honneger" (1978), e o Grande Prêmio da Fondation de France (outorgado à sua Trilogia opus 137 em 1980), o Prêmio Liszt (dado a ele pelo governo húngaro em 1986 em reconhecimento aos seus estudos, gravações e performances da música de Franz Liszt) e o Prêmio Min-On (1992).
Em julho de 2008 foi agraciado com o prêmio 2008 Golden Laurel Award, conferido pela Delian Society, pelo conjunto da obra, primeira vez que a distinção foi conferida a um compositor brasileiro.
Faz parte da lista de artistas credenciados pela marca de pianos Steinway and Sons.
O compositor Camargo Guarnieri dedicou a Amaral Vieira seu Improviso n. 5.

## Obras
Possui 72 realizações fonográficas como compositor ou como intérprete, editados em LPs, cassetes e CDs, com ênfase especial para a obra de Liszt, além de um vasto repertório de obras próprias, com mais de 500 composições para vários tipos de conjuntos musicais. Seus trabalhos foram distribuídos no Brasil, Europa, Japão e Estados Unidos.
Entre algumas de suas composições mais notórias podem ser citadas: 
- Sonata Piccola, Op. 123
- Trilogia - Elegia, Noturno e Toccata Op. 137
- Fábulas, Op. 174, 10 peças para piano
- Cinco Bagatelas para piano, Op. 178
- Te Deum, Op. 181
- Missa pro defunctis, Op. 187
- Prólogo, Fuga e Final, Op. 194
- Requiem in Memoriam, Op. 203
- Te Deum in stilo barocco, Op. 213 (1986)
- Stabat Mater, Op. 240
- O Alvorecer do Século da Humanidade, Op. 259 (1991)
- Sons Inovadores, Op. 266 (1992)
- Palavras de Encorajamento, Op. 267
- Alvorada de Esperança da Civilização Universal Op. 268
- Canção da Juventude, Op. 274
- Missa Choralis. Op. 282 (1984)
- The Snow Country Prince, Op. 284
- Aquarelas Japonesas Op. 325 (2010)
- In Natali Domini (Cantata de Natal) Op. 327